# Malinska
Malinska (italsky Malinsca) je vesnice a známé přímořské letovisko v Chorvatsku v Přímořsko-gorskokotarské župě. Je střediskem opčiny Malinska-Dubašnica a jednou z mnoha vesnic tvořící sídlo Dubašnica. Nachází se na ostrově Krku, asi 40 km od Rijeky. V roce 2011 zde žilo celkem 965 obyvatel.
Sousedními letovisky jsou Milčetići a Njivice.